# Kateryna Bondarenko
Kateryna Volodymyrivna Bondarenko (Oekraïens: Катерина Володимирівна Бондаренко) (Kryvy Rih, 8 augustus 1986) is een tennisspeelster uit Oekraïne. Bondarenko begon met tennis toen zij vijf jaar oud was. Haar favoriete ondergrond is hardcourt. Zij speelt rechtshandig en heeft een tweehandige backhand. Ook haar zussen Aljona en Valeria spelen proftennis.

## Loopbaan
Een grote overwinning boekte zij tijdens het WTA-toernooi van Stuttgart 2007. Zij versloeg in de tweede ronde de Servische Ana Ivanović, destijds de nummer vijf van de wereld, met 6–2, 1–6 en 6–3. Haar grootste overwinning smaakte Bondarenko tijdens het WTA-toernooi van Toronto 2009, waar zij in de tweede ronde Venus Williams versloeg, op dat moment het nummer drie van de wereld, met 1-6, 7-5 en 6-4.
Bondarenko is prof geworden in 2000 en debuteerde in 2003 in de WTA-tour op het WTA-toernooi van Sopot in Polen. Zij won in 2004 het juniorentoernooi van Wimbledon. In de halve finale was zij met 7–6, 1–6 en 6–4 te sterk voor Michaëlla Krajicek, destijds nummer één bij de junioren. In de finale versloeg zij de Servische Ana Ivanović, destijds de nummer drie bij de junioren, met 6–4, 6–7 en 6–2.
In de periode 2005–2018 maakte Bondarenko deel uit van het Oekraïense Fed Cup-team – zij behaalde daar een winst/verlies-balans van 23–11. Daarbij speelde zij tweemaal op het niveau van de Wereldgroep I, in 2010 en in 2012 – in beide gevallen verloren zij in de eerste ronde van Italië.
Bondarenko won in het jaar 2008 haar eerste WTA-finale van de Belgische Yanina Wickmayer – dit deed zij op het toernooi van Birmingham. Zij won vijf toernooien op het ITF-circuit.
In het dubbelspel won zij het Australian Open in 2008, samen met haar zus Aljona. In datzelfde jaar bereikten de zussen de halve finale op de Olympische spelen in Peking – zij grepen net naast de medailles.
Tijdens het US Open in 2009 bereikte Bondarenko de kwartfinale, wat haar beste grandslamresultaat in het enkelspel tot op heden is.
In september 2011 trad zij in het huwelijk met zakenman Denis Volodko. Een jaar later stopte zij tijdelijk met tennissen; in deze periode beviel zij van een dochter. In april 2014 kwam zij terug op de WTA-tour, maar pas tijdens het US Open 2015 nam zij opnieuw deel aan de grandslamtoernooien.
Op 30 september 2017 won Bondarenko (31) voor het eerst sinds negen jaar weer een WTA-titel. In Tasjkent was de Oekraïense (WTA-133) in de finale met 6-4 en 6-4 te sterk voor Timea Babos (WTA-52).
Na het US Open 2018 stopte zij weer een jaar met tennissen, voor een tweede zwangerschap en bevalling.
Na een dubbelspeltitelloze periode van ruim tien jaar won Bondarenko (33) in 2020 weer een toernooi, in Monterrey samen met de Canadese Sharon Fichman, met wie zij een week eerder al in de finale stond van het WTA-toernooi van Acapulco.

## Posities op deWTA-ranglijst
Positie per einde seizoen:
| jaar | rang enkelspel | rang dubbelspel |
| ---- | -------------- | --------------- |
| 2001 | 827            | 512             |
| 2002 | 813            | 873             |
| 2003 | 354            | 566             |
| 2004 | 333            | 264             |
| 2005 | 125            | 128             |
| 2006 | 118            | 64              |
| 2007 | 44             | 51              |
| 2008 | 63             | 10              |
| 2009 | 32             | 41              |
| 2010 | 113            | 105             |
| 2011 | 81             | 159             |
| 2012 | 132            | 150             |
|      |                |                 |
| 2014 | 204            | 162             |
| 2015 | 88             | 74              |
| 2016 | 72             | 55              |
| 2017 | 93             | 87              |
| 2018 | 132            | 81              |
| 2019 | –              | 1130            |
| 2020 | 284            | 117             |

## Palmares
| Legenda                | Legenda                  |
| ---------------------- | ------------------------ |
| Grandslamtoernooi      |                          |
| Olympische Spelen      |                          |
| Year-End Championships |                          |
| tot 2009               | 2009 – 2020 / vanaf 2021 |
| Tier I                 | Premier Mandatory        |
| Tier II                | Premier Five / WTA 1000  |
| Tier III               | Premier / WTA 500        |
| Tier IV & V            | International / WTA 250  |
|                        | Challenger / WTA 125     |

### WTA-finaleplaatsen enkelspel
| nr.              | finale     | toernooi              | ondergrond | tegenstandster   | score         |         |
| ---------------- | ---------- | --------------------- | ---------- | ---------------- | ------------- | ------- |
| gewonnen finales |            |                       |            |                  |               |         |
| 1.               | 2008-06-15 | WTA Birmingham        | gras       | Yanina Wickmayer | 7-6, 3-6, 7-6 | details |
| 2.               | 2017-09-30 | WTA Tasjkent          | hardcourt  | Tímea Babos      | 6-4, 6-4      | details |
| verloren finales |            |                       |            |                  |               |         |
| 1.               | 2018-03-04 | WTA Indian Wells 125K | hardcourt  | Sara Errani      | 4-6, 2-6      | details |

### WTA-finaleplaatsen vrouwendubbelspel
| nr.              | finale     | toernooi        | ondergrond    | partner           | tegenstandsters                           | score            |         |
| ---------------- | ---------- | --------------- | ------------- | ----------------- | ----------------------------------------- | ---------------- | ------- |
| gewonnen finales |            |                 |               |                   |                                           |                  |         |
| 1.               | 2008-01-25 | Australian Open | hardcourt     | Aljona Bondarenko | Viktoryja Azarenka Shahar Peer            | 2-6, 6-1, 6-4    | details |
| 2.               | 2008-02-10 | WTA Parijs      | hardcourt (i) | Aljona Bondarenko | Eva Hrdinová Vladimíra Uhlířová           | 6-1, 6-4         | details |
| 3.               | 2009-07-19 | WTA Praag       | gravel        | Aljona Bondarenko | Iveta Benešová Barbora Záhlavová-Strýcová | 6-1, 6-2         | details |
| 4.               | 2020-03-08 | WTA Monterrey   | hardcourt     | Sharon Fichman    | Miyu Kato Wang Yafan                      | 4-6, 6-3, [10-7] | details |
| verloren finales |            |                 |               |                   |                                           |                  |         |
| 1.               | 2009-01-16 | WTA Hobart      | hardcourt     | Aljona Bondarenko | Gisela Dulko Flavia Pennetta              | 2-6, 6-7         | details |
| 2.               | 2009-07-12 | WTA Boedapest   | gravel        | Aljona Bondarenko | Alisa Klejbanova Monica Niculescu         | 4-6, 6-7         | details |
| 3.               | 2011-01-15 | WTA Hobart      | hardcourt     | Līga Dekmeijere   | Sara Errani Roberta Vinci                 | 3-6, 5-7         | details |
| 4.               | 2015-05-02 | WTA Praag       | gravel        | Eva Hrdinová      | Belinda Bencic Kateřina Siniaková         | 2-6, 2-6         | details |
| 5.               | 2016-08-27 | WTA New Haven   | hardcourt     | Chuang Chia-jung  | Sania Mirza Monica Niculescu              | 5-7, 4-6         | details |
| 6.               | 2020-02-29 | WTA Acapulco    | hardcourt     | Sharon Fichman    | Desirae Krawczyk Giuliana Olmos           | 3-6, 6-7         | details |
| 7.               | 2021-07-25 | WTA Gdynia      | gravel        | Katarzyna Piter   | Anna Danilina Lidzija Marozava            | 3-6, 2-6         | details |

### Gewonnen ITF-toernooien enkelspel
| nr. | finale     | toernooi   | dotatie | tegenstandster in finale | score    |
| --- | ---------- | ---------- | ------- | ------------------------ | -------- |
| 1.  | 2002-12-08 | Pune       | $10.000 | İpek Şenoğlu             | 6-1, 6-1 |
| 2.  | 2006-12-17 | Dubai      | $75.000 | Katsjarina Dzehalevitsj  | 6-1, 6-3 |
| 3.  | 2010-11-21 | Bratislava | $25.000 | Jevgenia Rodina          | 7-6, 6-2 |
| 4.  | 2014-10-05 | Monterrey  | $25.000 | Ana Vrljić               | 6-1, 7-5 |
| 5.  | 2014-10-26 | Macon      | $50.000 | Grace Min                | 6-4, 7-5 |

### Gewonnen ITF-toernooien dubbelspel
| nr. | finale     | toernooi     | dotatie | partner            | tegenstandsters in finale            | score     |
| --- | ---------- | ------------ | ------- | ------------------ | ------------------------------------ | --------- |
| 1.  | 2002-12-08 | Pune         | $10.000 | Akgul Amanmuradova | Sania Mirza Radhika Tulpule          | 6-3, 7-6  |
| 2.  | 2006-03-17 | Orange       | $50.000 | Aljona Bondarenko  | Stéphanie Dubois Lilia Osterloh      | 6-2, 6-4  |
| 3.  | 2014-06-29 | Kristinehamn | $25.000 | Cornelia Lister    | Ysaline Bonaventure Sandra Zaniewska | walk-over |

## Resultaten grandslamtoernooien
| Legenda | Legenda                          |
| ------- | -------------------------------- |
| g.t.    | geen toernooi gehouden           |
| l.c.    | lagere categorie                 |
| –       | niet deelgenomen                 |
| G       | uitgeschakeld in de groepsfase   |
| 1R      | uitgeschakeld in de eerste ronde |
| 2R      | uitgeschakeld in de tweede ronde |
| 3R      | uitgeschakeld in de derde ronde  |
| 4R      | uitgeschakeld in de vierde ronde |
| KF      | uitgeschakeld in de kwartfinale  |
| HF      | uitgeschakeld in de halve finale |
| F       | de finale verloren               |
| W       | het toernooi gewonnen            |
| w-v     | winst/verlies-balans             |

### Enkelspel
| Australian Open | –  | –  | –  | 1R | 3R | 2R | 1R | 1R | –  | 3R | 1R | 3R | 1R   |
| Roland Garros   | –  | –  | 2R | 1R | 3R | 2R | 1R | 1R | –  | 2R | 1R | 1R | –    |
| Wimbledon       | 1R | 2R | 1R | 2R | 2R | 1R | 3R | 2R | –  | 1R | 1R | 1R | g.t. |
| US Open         | –  | –  | 2R | 1R | KF | 2R | 2R | 1R | 2R | 3R | –  | 1R | 2R   |

### Vrouwendubbelspel
| Australian Open | –  | 2R | W  | 1R | 1R | 1R | 1R | –  | 2R | 1R | 2R | 1R   | 2R |
| Roland Garros   | –  | 2R | HF | 2R | KF | 1R | 2R | –  | 1R | 1R | 2R | 1R   | –  |
| Wimbledon       | 1R | 2R | –  | 1R | 1R | –  | 1R | –  | 1R | 2R | 1R | g.t. | –  |
| US Open         | 2R | 2R | 3R | 1R | 2R | 2R | 1R | 1R | 1R | 1R | 1R | –    |    |

### Gemengd dubbelspel
| toernooi        | 2007 | 2008 | 2009 | 2010 |
| --------------- | ---- | ---- | ---- | ---- |
| Australian Open | –    | –    | 1R   | –    |
| Roland Garros   | –    | KF   | –    | –    |
| Wimbledon       | KF   | 2R   | 1R   | 2R   |
| US Open         | –    | 1R   | –    | –    |